# Svetlana Babanina
Svetlana Viktorovna Babanina (Russisch: Светлана Викторовна Бабанина; Tambov, 4 februari 1943) is een Russisch voormalig zwemster. Ze nam deel aan twee edities van de Olympische Zomerspelen: Tokio 1964 en Mexico-Stad 1968.

## Biografie

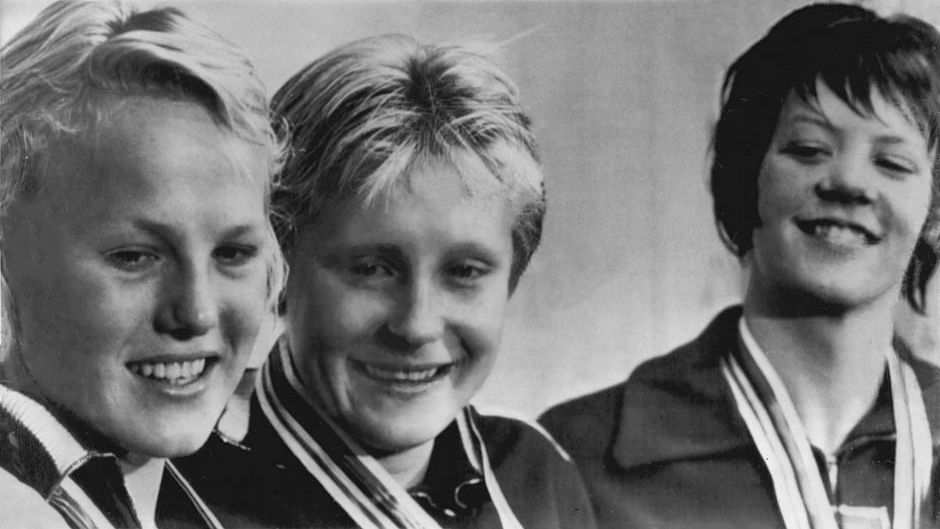
Babanina, Galina Prozoemensjtsjikova en Claudia Kolb op de Spelen van 1964

Babanina behoorde halverwege jaren 60 tot de beste schoolslagzwemsters van de wereld. Ze was het succesvolst in de jaren voor de doorbraak van haar teamgenoot Galina Prozoemensjtsjikova. Babanina was vijfvoudig Sovjetkampioene (1962-1964) en maakte in 1962 haar internationale debuut op de Europese kampioenschappen. Hier won ze echter geen medaille. Op de Olympische Zomerspelen van Tokio (1964) veroverde ze het brons op zowel de 200 meter schoolslag als de wisselslagestafette. Ook verbeterde ze twee keer achter elkaar het wereldrecord op de 100 meter schoolslag (1.17,2 minuut in 1964 en 1.16,5 minuut in 1965).
In 1965 won ze nog goud en 2x brons op de Zomeruniversiade in Boedapest, maar de jaren erna werd ze voorbijgestreefd door Prozoemensjtsjikova en andere jonge talenten. Op het EK van 1966 (in Utrecht) werd ze vijfde op de 400 meter wisselslag, bij haar tweede deelname aan de Olympische Zomerspelen van Mexico-Stad in 1968 werd ze zevende op de 100 meter schoolslag en zesde op de 200 meter schoolslag.

## Erelijst
- Olympische Zomerspelen: 2x